# Baccio Pontelli

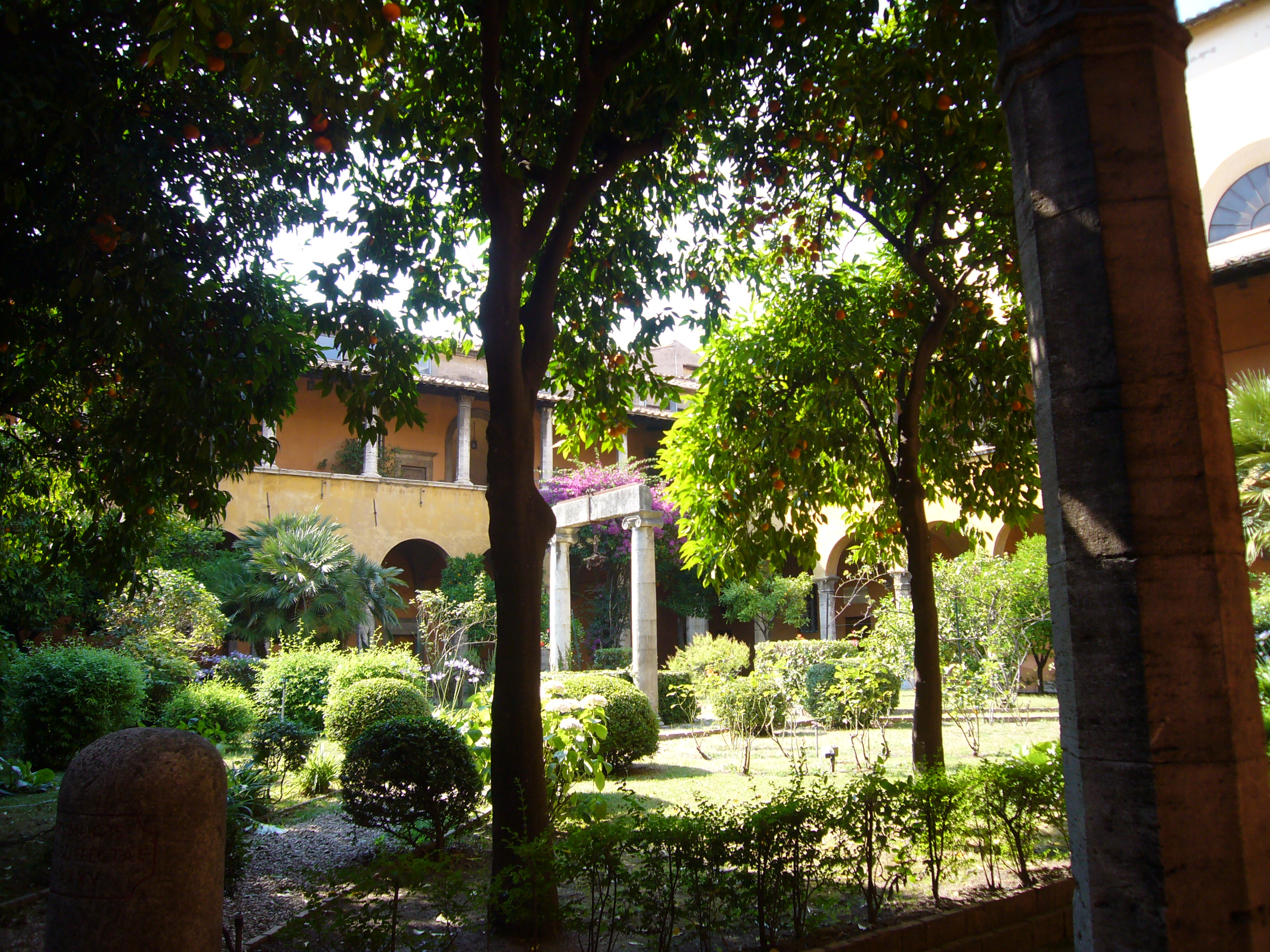
Klostergården vid San Giovanni Battista dei Genovesi i Trastevere.

Baccio Pontelli, född cirka 1450 i Florens, död 1492 i Urbino, var en italiensk arkitekt. Han ritade bland annat Sixtinska kapellet samt den arkitektoniskt harmoniska klostergården vid San Giovanni Battista dei Genovesi i Trastevere i Rom.